# Leonid Józefowicz
Leonid Józefowicz, ros. Леонид Юзефович (ur. 18 grudnia 1947 w Moskwie) – pisarz rosyjski. 
W 1970 ukończył historię na uniwersytecie w Permie, ma tytuł kandydata (odpowiednik naszego doktora) nauk historycznych. Pracował jako nauczyciel historii w szkole średniej, pisał prace naukowe (monografia o rosyjskim ceremoniale dyplomatycznym w w. XV-XVII, zbiór szkiców historycznych Najsłynniejsi samozwańcy). 
Jako beletrysta debiutował w roku 1977 powieścią Zaręczyny z wolnością, inne jego powieści to Jeźdźcy z piasków (na podstawie jednej z legend o baronie Ungernie) i kryminał historyczny Kazaroza (o prowadzonym w 1920 roku śledztwie w sprawie zabójstwa aktorki i śpiewaczki Zinaidy Kazarozy).
Autor trylogii, której bohaterem jest Iwan Dmitriewicz Putilin, słynny śledczy policji carskiej. W skład trylogii wchodzą:
- Kostium Arlekina (ros. Костюм Арлекина. Приключения сыщика Ивана Дмитриевича Путилина)
- Dom schadzek (ros. Дом свиданий)
- Książę wiatru (ros. Князь ветра)

Publikuje prozę w miesięcznikach „Znamia” i „Drużba Narodow”, recenzje w „Nowyj Mir”. 